# 弓削神社 (高島市)
弓削神社（ゆげじんじゃ）は、滋賀県高島市今津町にある神社である。『延喜式神名帳』の近江国高島郡「弓削神社」に比定される式内社とされる。なお、獣害防止の柵の外側にあり、普段参拝することは難しい。

## 祭神
- 応神天皇
- 弓削皇子

『特選神名牒』は、弓削宿祢の祖、饒速日命ではないかとしている。

## 神紋
- 左三ッ巴

## 歴史
創祀の年代は不詳であるが応神天皇が敦賀に向かわれるときにこの地で休憩され、そのときに使われた枕石を神体とすると伝わる。嘉祥4年に八幡神を合祀した。明治9年に村社に列した。

## 祭典
- 例祭　　11月3日

## 周辺
- 酒波寺
- 日置神社
- 梅原日吉神社
- 熊野神社（今津町藺生）
- 今津総合運動公園